# 八角属
八角屬是木兰藤目五味子科下的一屬，包括约30至50種，多為常綠灌木或矮樹。此物種分佈於熱帶至亞熱帶地區，包括東亞至東南亞地區、北美洲的東南部及西印度。本屬名來自illicere，意指誘惑及具吸引力，表示本屬物種的果、枝及葉均散發出香氣，極具吸引力。
属名Illicium源于拉丁语illicio，意为“诱惑”，指植株具有诱人香味。

## 外貌
本種多為灌木或小喬木；葉互生，常在近頂聚生或假輪生，無托葉；輻射對稱的花两性，單生，或有時2－3朵聚生於葉腋或葉腋之上；花被片多數（7－33〕數列，常有腺體，無花萼和花瓣之分；雄蕊7－21，彼此分離，有胚珠1顆，輪優排列於一隆起的花托上。果實為木質的蓇葖，呈星狀，淺棕色或臼杆色，有光澤，易碎。

## 種
此列表僅列出部分物種。
- 日本莽草 Illicium anisatum ，日本八角，此屬的模式種，分佈於日本南部及台灣
- 大嶼八角 Illicium angustisepalum ，香港特有種，僅見於大嶼山的大東山和鳳凰山
- 台灣八角 Illicium arborescens ，台灣特有種
- 短柱八角 Illicium brevistylum
- 中缅八角 Illicium burmanicum
- 地枫皮 Illicium difengpi
- 红花八角 Illicium dunnianum
- 法氏八角 Illicium fargesii
- 佛羅里達八角 Illicium floridanum J.Ellis, 1770，分佈於美國東南部
- 甘肃八角 Illicium gansuense Z.F.Bai & Xue L. Chen[3]
- 西藏八角 Illicium griffithii Hook.fil. & Thomson, 1857
- 红茴香 Illicium henryi Diels, 1900
- 假地枫皮 Illicium jiadifengpi B.N.Chang, 1982

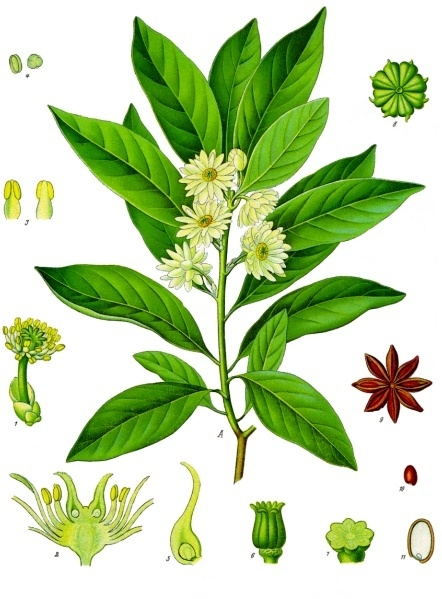
日本莽草（Illicium anisatum）的圖示，德國科勒繪，1897年

  - 百山祖八角 Illicium jiadifengpi var. baishanense
  - 假地枫皮(原变种) Illicium jiadifengpi var. jiadifengpi
  - 四川八角 Illicium jiadifengpi var. szechuanense
- 红毒茴 Illicium lanceolatum A.C.Sm., 1947
- 平滑叶八角 Illicium leiophyllum
- 大花八角 Illicium macranthum
- 大八角 Illicium majus
- 滇西八角 Illicium merrillianum
- 墨西哥八角 Illicium mexicanum ，分佈於墨西哥
- 小花八角 Illicium micranthum
- 闽皖八角 Illicium minwanense
- 滇南八角 Illicium modestum
- 少药八角 Illicium oligandrum
- 短梗八角 Illicium pachyphyllum
- 黃花八角 Illicium parviflorum ，分佈於美國東南部
- 少果八角 Illicium petelotii
- 白花八角 Illicium philippinense
- 西蒙氏八角 Illicium simonsii
- 峦大八角 Illicium tashiroi
- 厚皮香八角 Illicium ternstroemioides
- 文山八角 Illicium tsaii
- 粤中八角 Illicium tsangii
- 八角 Illicium verum
- 贡山八角 Illicium wardii

杂交种：
- 粉红花八角 Illicium × rubellum Lu ex W.J.Huang & S.W.Chung, 2023

## 應用
本屬當中的八角的果實是中國菜和東南亞地區烹飪的調味料之一，也具有中藥用途。但目前本種最大的用途是用以提煉莽草酸，因莽草酸是抗流感藥物奧司他韋的起始原料。地楓皮則是廣西地區的特產中藥材。日本莽草在日本也用作製作寺廟用的香。雖然外表相近，但本種的野生果實多含有劇毒，不宜食用。

## 外部連結
- 八角屬各種的圖片[] - 中國植物圖像庫